# Palacio de Bermejillo
El Palacio de Bermejillo (denominado también Palacio de los marqueses de Bermejillo del Rey) es un edificio ubicado en Madrid, desde el año 1983 es la sede del Defensor del Pueblo en España. El arquitecto encargado del diseño fue Eladio Laredo, y su estilo es neoplateresco, se edifica por encargo del marqués de Bermejillo del Rey. Otras fuentes apuntan que el proyecto habría corrido en realidad a cargo del alemán Franz Rank. La fachada tiene como característica los dos torreones.